# Liste der Mitglieder des australischen Repräsentantenhauses (1990–1993)
Dies ist die Liste der Abgeordneten des australischen Repräsentantenhauses zwischen 1990 und 1993.
Insgesamt wurden 148 Mitglieder bei den Parlamentswahlen 1990 für das Unterhaus gewählt.
Die Australian Labor Party bildete mit 78 Sitzen die Mehrheit.
| Mitglied           | Partei                           | Wahlkreis          | Bundesstaat bzw. Territorium | Amtszeiten                      |
| ------------------ | -------------------------------- | ------------------ | ---------------------------- | ------------------------------- |
| Ken Aldred         | Liberal Party of Australia       | Deakin             | Victoria                     | 1975–1980, 1983–1996            |
| John Anderson      | Nationale Partei Australiens     | Gwydir             | New South Wales              | 1989–2007                       |
| Neil Andrew        | Liberal Party of Australia       | Wakefield          | South Australia              | 1983–2004                       |
| Kevin Andrews 1    | Liberal Party of Australia       | Menzies            | Victoria                     | 1991–                           |
| Rod Atkinson       | Liberal Party of Australia       | Isaacs             | Victoria                     | 1990–1996                       |
| Fran Bailey        | Liberal Party of Australia       | McEwen             | Victoria                     | 1990–1993, 1996–2010            |
| Peter Baldwin      | Australian Labor Party           | Sydney             | New South Wales              | 1983–1998                       |
| Julian Beale       | Liberal Party of Australia       | Bruce              | Victoria                     | 1984–1996                       |
| Kim Beazley        | Australian Labor Party           | Swan               | Western Australia            | 1980–2007                       |
| David Beddall      | Australian Labor Party           | Rankin             | Queensland                   | 1983–1998                       |
| Arch Bevis         | Australian Labor Party           | Brisbane           | Queensland                   | 1990–2010                       |
| Gordon Bilney      | Australian Labor Party           | Kingston           | South Australia              | 1983–1996                       |
| Neal Blewett       | Australian Labor Party           | Bonython           | South Australia              | 1977–1994                       |
| John Bradford      | Liberal Party of Australia       | McPherson          | Queensland                   | 1990–1998                       |
| Ray Braithwaite    | Nationale Partei Australiens     | Dawson             | Queensland                   | 1975–1996                       |
| Laurie Brereton    | Australian Labor Party           | Kingsford-Smith    | New South Wales              | 1990–2004                       |
| Russell Broadbent  | Liberal Party of Australia       | Corinella          | Victoria                     | 1990–1993, 1996–1998, 2004–     |
| Bob Brown          | Australian Labor Party           | Charlton           | New South Wales              | 1980–1998                       |
| Neil Brown 1       | Liberal Party of Australia       | Menzies            | Victoria                     | 1969–1972, 1975–1983, 1984–1991 |
| Max Burr           | Liberal Party of Australia       | Lyons              | South Australia              | 1975–1993                       |
| Alan Cadman        | Liberal Party of Australia       | Mitchell           | New South Wales              | 1974–2007                       |
| Ewen Cameron       | Liberal Party of Australia       | Indi               | Victoria                     | 1977–1993                       |
| Graeme Campbell    | Australian Labor Party           | Kalgoorlie         | Western Australia            | 1980–1998                       |
| Jim Carlton        | Liberal Party of Australia       | Mackellar          | New South Wales              | 1977–1994                       |
| Bob Catley         | Australian Labor Party           | Adelaide           | South Australia              | 1990–1993                       |
| Ric Charlesworth   | Australian Labor Party           | Perth              | Western Australia            | 1983–1993                       |
| Fred Chaney        | Liberal Party of Australia       | Pearce             | Western Australia            | 1990–1993                       |
| Bob Charles        | Liberal Party of Australia       | La Trobe           | Victoria                     | 1990–2004                       |
| Phil Cleary 2      | parteilos                        | Wills              | Victoria                     | 1992, 1993–1996                 |
| Michael Cobb       | Nationale Partei Australiens     | Parkes             | New South Wales              | 1984–1998                       |
| David Connolly     | Liberal Party of Australia       | Bradfield          | New South Wales              | 1974–1996                       |
| Peter Costello     | Liberal Party of Australia       | Higgins            | Victoria                     | 1990–2009                       |
| Brian Courtice     | Australian Labor Party           | Hinkler            | Queensland                   | 1987–1993                       |
| Bruce Cowan        | Nationale Partei Australiens     | Lyne               | New South Wales              | 1980–1993                       |
| Mary Crawford      | Australian Labor Party           | Forde              | Queensland                   | 1987–1996                       |
| Simon Crean        | Australian Labor Party           | Hotham             | Victoria                     | 1990–                           |
| Janice Crosio      | Australian Labor Party           | Prospect           | New South Wales              | 1990–2004                       |
| Elaine Darling     | Australian Labor Party           | Lilley             | Queensland                   | 1980–1993                       |
| John Dawkins       | Australian Labor Party           | Fremantle          | Western Australia            | 1974–1975, 1977–1994            |
| Don Dobie          | Liberal Party of Australia       | Cook               | New South Wales              | 1966–1972, 1975–1998            |
| Alexander Downer   | Liberal Party of Australia       | Mayo               | South Australia              | 1984–2008                       |
| Stephen Dubois     | Australian Labor Party           | St George          | New South Wales              | 1984–1993                       |
| Michael Duffy      | Australian Labor Party           | Holt               | Victoria                     | 1980–1996                       |
| Peter Duncan       | Australian Labor Party           | Makin              | South Australia              | 1984–1996                       |
| Harry Edwards      | Liberal Party of Australia       | Berowra            | New South Wales              | 1972–1993                       |
| Ron Edwards        | Australian Labor Party           | Stirling           | Western Australia            | 1983–1993                       |
| Paul Elliott       | Australian Labor Party           | Parramatta         | New South Wales              | 1990–1996                       |
| Wendy Fatin        | Australian Labor Party           | Brand              | Western Australia            | 1983–1996                       |
| Laurie Ferguson    | Australian Labor Party           | Reid               | New South Wales              | 1990–                           |
| Wal Fife           | Liberal Party of Australia       | Hume               | New South Wales              | 1975–1993                       |
| Paul Filing        | Liberal Party of Australia       | Moore              | Western Australia            | 1990–1998                       |
| Tim Fischer        | Nationale Partei Australiens     | Farrer             | New South Wales              | 1984–2001                       |
| Peter Fisher       | Nationale Partei Australiens     | Mallee             | Victoria                     | 1972–1993                       |
| Eric Fitzgibbon    | Australian Labor Party           | Hunter             | New South Wales              | 1984–1996                       |
| Frank Ford         | Liberal Party of Australia       | Dunkley            | Victoria                     | 1990–1993                       |
| Ross Free          | Australian Labor Party           | Lindsay            | New South Wales              | 1980–1996                       |
| Christine Gallus   | Liberal Party of Australia       | Hawker             | South Australia              | 1990–2004                       |
| John Gayler        | Australian Labor Party           | Leichhardt         | Queensland                   | 1983–1993                       |
| George Gear        | Australian Labor Party           | Canning            | Western Australia            | 1983–1996                       |
| Garrie Gibson      | Australian Labor Party           | Moreton            | Queensland                   | 1990–1996                       |
| Bruce Goodluck     | Liberal Party of Australia       | Franklin           | South Australia              | 1975–1993                       |
| Russ Gorman        | Australian Labor Party           | Greenway           | New South Wales              | 1983–1996                       |
| Ted Grace          | Australian Labor Party           | Fowler             | New South Wales              | 1984–1998                       |
| Alan Griffiths     | Australian Labor Party           | Maribyrnong        | Victoria                     | 1983–1996                       |
| Steele Hall        | Liberal Party of Australia       | Boothby            | South Australia              | 1981–1996                       |
| Bob Halverson      | Liberal Party of Australia       | Casey              | Victoria                     | 1984–1998                       |
| Gerry Hand         | Australian Labor Party           | Melbourne          | Victoria                     | 1983–1993                       |
| Bob Hawke 2        | Australian Labor Party           | Wills              | Victoria                     | 1980–1992                       |
| David Hawker       | Liberal Party of Australia       | Wannon             | Victoria                     | 1983–2010                       |
| John Hewson        | Liberal Party of Australia       | Wentworth          | New South Wales              | 1987–1995                       |
| Noel Hicks         | Nationale Partei Australiens     | Riverina-Darling   | New South Wales              | 1980–1998                       |
| Clyde Holding      | Australian Labor Party           | Melbourne Ports    | Victoria                     | 1977–1998                       |
| Colin Hollis       | Australian Labor Party           | Throsby            | New South Wales              | 1983–1998                       |
| John Howard        | Liberal Party of Australia       | Bennelong          | New South Wales              | 1974–2007                       |
| Brian Howe         | Australian Labor Party           | Batman             | Victoria                     | 1977–1996                       |
| Rob Hulls          | Australian Labor Party           | Kennedy            | Queensland                   | 1990–1993                       |
| Ben Humphreys      | Australian Labor Party           | Griffith           | Queensland                   | 1977–1996                       |
| Carolyn Jakobsen   | Australian Labor Party           | Cowan              | Western Australia            | 1984–1993                       |
| Harry Jenkins      | Australian Labor Party           | Scullin            | Victoria                     | 1986–                           |
| Gary Johns         | Australian Labor Party           | Petrie             | Queensland                   | 1987–1996                       |
| Barry Jones        | Australian Labor Party           | Lalor              | Victoria                     | 1977–1998                       |
| David Jull         | Liberal Party of Australia       | Fadden             | Queensland                   | 1975–1983, 1984–2007            |
| Paul Keating       | Australian Labor Party           | Blaxland           | New South Wales              | 1969–1996                       |
| Ros Kelly          | Australian Labor Party           | Canberra           | Australian Capital Territory | 1980–1995                       |
| David Kemp         | Liberal Party of Australia       | Goldstein          | Victoria                     | 1990–2004                       |
| John Kerin         | Australian Labor Party           | Werriwa            | New South Wales              | 1972–1975, 1978–1993            |
| Duncan Kerr        | Australian Labor Party           | Denison            | South Australia              | 1987–2010                       |
| John Langmore      | Australian Labor Party           | Fraser             | Australian Capital Territory | 1984–1997                       |
| Michael Lavarch    | Australian Labor Party           | Fisher             | Queensland                   | 1987–1996                       |
| Michael Lee        | Australian Labor Party           | Dobell             | New South Wales              | 1984–2001                       |
| Ted Lindsay        | Australian Labor Party           | Herbert            | Queensland                   | 1983–1996                       |
| Bruce Lloyd        | Nationale Partei Australiens     | Murray             | Victoria                     | 1971–1996                       |
| Ted Mack           | parteilos                        | North Sydney       | New South Wales              | 1990–1996                       |
| Michael MacKellar  | Liberal Party of Australia       | Warringah          | New South Wales              | 1969–1994                       |
| Stephen Martin     | Australian Labor Party           | Macarthur          | New South Wales              | 1984–2002                       |
| Stewart McArthur   | Liberal Party of Australia       | Corangamite        | Victoria                     | 1984–2007                       |
| Peter McGauran     | Nationale Partei Australiens     | Gippsland          | Victoria                     | 1983–2008                       |
| Jeannette McHugh   | Australian Labor Party           | Phillip            | New South Wales              | 1983–1996                       |
| Ian McLachlan      | Liberal Party of Australia       | Barker             | South Australia              | 1990–1998                       |
| Leo McLeay         | Australian Labor Party           | Grayndler          | New South Wales              | 1979–2004                       |
| Daryl Melham       | Australian Labor Party           | Banks              | New South Wales              | 1990–                           |
| Chris Miles        | Liberal Party of Australia       | Braddon            | South Australia              | 1984–1998                       |
| John Moore         | Liberal Party of Australia       | Ryan               | Queensland                   | 1975–2001                       |
| Allan Morris       | Australian Labor Party           | Newcastle          | New South Wales              | 1983–1998                       |
| Peter Morris       | Australian Labor Party           | Shortland          | New South Wales              | 1972–1998                       |
| Garry Nehl         | Nationale Partei Australiens     | Cowper             | New South Wales              | 1984–2001                       |
| Neville Newell     | Australian Labor Party           | Richmond           | New South Wales              | 1990–1996                       |
| Peter Nugent       | Liberal Party of Australia       | Aston              | Victoria                     | 1990–2001                       |
| Neil O’Keefe       | Australian Labor Party           | Burke              | Victoria                     | 1984–2001                       |
| Lloyd O’Neil       | Australian Labor Party           | Grey               | South Australia              | 1983–1993                       |
| Andrew Peacock     | Liberal Party of Australia       | Kooyong            | Victoria                     | 1966–1994                       |
| Roger Price        | Australian Labor Party           | Chifley            | New South Wales              | 1984–2010                       |
| Geoff Prosser      | Liberal Party of Australia       | Forrest            | Western Australia            | 1987–2007                       |
| Gary Punch         | Australian Labor Party           | Barton             | New South Wales              | 1983–1996                       |
| Bruce Reid         | Liberal Party of Australia       | Bendigo            | Victoria                     | 1990–1998                       |
| Peter Reith        | Liberal Party of Australia       | Flinders           | Victoria                     | 1982–1983, 1984–2001            |
| John Riggall       | Liberal Party of Australia       | McMillan           | Victoria                     | 1990–1993                       |
| Allan Rocher       | Liberal Party of Australia       | Curtin             | Western Australia            | 1981–1998                       |
| Michael Ronaldson  | Liberal Party of Australia       | Ballarat           | Victoria                     | 1990–2001                       |
| Philip Ruddock     | Liberal Party of Australia       | Dundas             | New South Wales              | 1973–                           |
| Rod Sawford        | Australian Labor Party           | Port Adelaide      | South Australia              | 1988–2007                       |
| Gordon Scholes     | Australian Labor Party           | Corio              | Victoria                     | 1967–1993                       |
| Con Sciacca        | Australian Labor Party           | Bowman             | Queensland                   | 1987–2004                       |
| Bruce Scott        | Nationale Partei Australiens     | Maranoa            | Queensland                   | 1990–                           |
| John Scott         | Australian Labor Party           | Hindmarsh          | South Australia              | 1980–1993                       |
| Les Scott          | Australian Labor Party           | Oxley              | Queensland                   | 1988–1996                       |
| Peter Shack        | Liberal Party of Australia       | Tangney            | Western Australia            | 1977–1983, 1984–1993            |
| John Sharp         | Nationale Partei Australiens     | Gilmore            | New South Wales              | 1984–1998                       |
| David Simmons      | Australian Labor Party           | Calare             | New South Wales              | 1983–1996                       |
| Ian Sinclair       | Nationale Partei Australiens     | New England        | New South Wales              | 1963–1998                       |
| Warwick Smith      | Liberal Party of Australia       | Bass               | South Australia              | 1984–1993                       |
| Jim Snow           | Australian Labor Party           | Eden-Monaro        | New South Wales              | 1983–1996                       |
| Warren Snowdon     | Australian Labor Party           | Northern Territory | Northern Territory           | 1987–1996, 1998–                |
| Alex Somlyay       | Liberal Party of Australia       | Fairfax            | Queensland                   | 1990–                           |
| Peter Staples      | Australian Labor Party           | Jagajaga           | Victoria                     | 1983–1996                       |
| Kathy Sullivan     | Liberal Party of Australia       | Moncrieff          | Queensland                   | 1984–2001                       |
| Bill Taylor        | Liberal Party of Australia       | Groom              | Queensland                   | 1988–1998                       |
| Andrew Theophanous | Australian Labor Party           | Calwell            | Victoria                     | 1980–2001                       |
| Robert Tickner     | Australian Labor Party           | Hughes             | New South Wales              | 1984–1996                       |
| Warren Truss       | Nationale Partei Australiens     | Wide Bay           | Queensland                   | 1990–                           |
| Wilson Tuckey      | Liberal Party of Australia       | O’Connor           | Western Australia            | 1980–2010                       |
| Frank Walker       | Australian Labor Party           | Robertson          | New South Wales              | 1990–1996                       |
| Alasdair Webster   | Liberal Party of Australia       | Macquarie          | New South Wales              | 1984–1993                       |
| Stewart West       | Australian Labor Party           | Cunningham         | New South Wales              | 1977–1993                       |
| Ralph Willis       | Australian Labor Party           | Gellibrand         | Victoria                     | 1972–1998                       |
| Ian Wilson         | Liberal Party of Australia       | Sturt              | South Australia              | 1966–1969, 1972–1993            |
| Bob Woods          | Liberal Party of Australia       | Lowe               | New South Wales              | 1987–1993                       |
| Harry Woods        | Australian Labor Party           | Page               | New South Wales              | 1990–1996                       |
| Michael Wooldridge | Liberal Party of Australia       | Chisholm           | Victoria                     | 1987–2001                       |
| Keith Wright 3     | Australian Labor Party/parteilos | Capricornia        | Queensland                   | 1984–1993                       |

1 Neil Brown (Liberal Party of Australia) trat im Februar 1991 zurück. Die dadurch resultierende Nachwahl am 11. Mai 1991 in Menzies gewann Kevin Andrews (Liberal Party of Australia).
2 Nachdem der Premierminister Bob Hawke (Australian Labor Party) seine Führungsposition in seiner Partei verloren hatte, trat er am 20. Februar 1992 zurück. Die dadurch resultierende Nachwahl am 11. April 1992 in Wills gewann Phil Cleary (parteilos).
3 Keith Wright wurde Ende 1992 wegen Vergewaltigung einer Minderjährigen angeklagt. Am 20. Februar 1993 wurde er aus der Australian Labor Party ausgeschlossen. Die Vorwahlen von 1993 trat er als Unabhängiger an, verlor diese jedoch.